# Карист
Карист је личност из грчке митологије.

## Етимологија
Његово име је изведено од грчке речи karyssô и значи „гласник“.

## Митологија
Био је син Хирона и Харикло. Био је полубог поштован на острву Еубеји у централној Грчкој. Према локалној легенди, био је Аристајев отац, а веровало се да је град Карист на том острву добио назив по њему. Ова личност је можда била идентификована са такође еубејским полубогом Соком, али и са титаном Кријем, чији је син Астреј налик на Аристаја. Имена све тројице, Кариста, Сока и Крија, односно њихова значења, била су епитети бога Хермеса. Због тога је Карист можда представљао еубејског Хермеса.